# Dizi (distrikt)
Dizi är ett distrikt i Etiopien.   Det ligger i zonen Bench Maji och regionen Ye Debub Biheroch Bihereseboch na Hizboch, i den sydvästra delen av landet, 500 km sydväst om huvudstaden Addis Abeba.